# 年齡適合性
年齡適合性（Age appropriateness）是指人的行為符合其發展時間表所預期，符合其年齡的情形。此一發展時間表是在社交生活中形成的，主要是社會認可的，對各年齡的期待及社會規範。對於特定行為，例如爬行、學習走路、學習說話等，都有個自適合出現的年齡範圍。相反的，若行為出現在此一年齡範圍外，就認為是不適合的，大部份的人會接受此一社會規範，將行為視為是「過早」、「過晚」或是「適齡」。
年齡適合性在兒童的技能發展上很重要。兒童的動作、認知及社交技能會在各發展階段形成。觀察兒童的功能發展包括觀察兒童是否依照其年齡完成其特定的發展里程碑以及期望。若兒童不常接觸適合該年齡的活動或是經驗，這會讓兒童無法學習到此發展階段需要的技能，也會影響到下一個發展階段需要的技能。
有許多有關年齡不適合的影響，從社交孤立、對身體健康及認知發展的影響，以及形成不適當的行為。

## 玩具
美國有關玩具及遊戲的年齡分界指南是由美國消費品安全委員會（CPSC）依照（12歲以下的）兒童發展及玩具特性所訂定。在考慮兒童發展時，美國消費品安全委員會考慮其肢體發展、認知發展、情緒發展及社交上的發展。CPSC指南會分為四類，會包括play categories、玩具子分類、年齡層及玩具特性。

## 媒體及電影
媒體及電影內容分級一般是指其內容適合允許觀賞的人。例如美國的美国电视分级制度的TV-14是指電視節目中有一些家長認為十四歲以下兒童不適合觀賞的內容，類似美国电影分级制度的PG-13，這兩種分類都是指「家長需特別注意」的分級。